# 849年
| 千纪： | 1千纪                                                                                           |
| 世纪： | 8世纪 \| 9世纪 \| 10世纪                                                                        |
| 年代： | 810年代 \| 820年代 \| 830年代 \| 840年代 \| 850年代 \| 860年代 \| 870年代                       |
| 年份： | 844年 \| 845年 \| 846年 \| 847年 \| 848年 \| 849年 \| 850年 \| 851年 \| 852年 \| 853年 \| 854年 |
| 纪年： | 己巳年（蛇年）；唐大中三年；南诏天启十年；日本嘉祥二年；渤海国咸和十九年                        |

## 大事记
- 盧龍節度使張仲武卒，子張直方繼任節度使。張直方殘虐，兵變，張直方逃歸長安。軍中立牙將周綝為節度使。
- 武寧兵變，逐節度使李廓。
- 吐蕃鄯州节度使尚婢婢败于论恐热，兵驱甘州（今甘肃张掖）。
- 吐蕃內亂，秦州、原州、威州三州降唐朝。

## 出生
- 阿佛列大帝，英格蘭盎格魯-撒克遜時期的國王。（899年逝世，50岁）
- 伊斯梅尔·本·艾哈迈德，萨曼王朝埃米尔。
- 源覺，日本貴族
- 陈岩，唐末福建观察使
- 同昌公主，唐懿宗皇女
- 鄭谷，唐代诗人

## 逝世
- 張仲武，唐朝节度使
- 郑肃，唐朝大臣
- 李德裕，唐朝大臣